# ファブリーズ

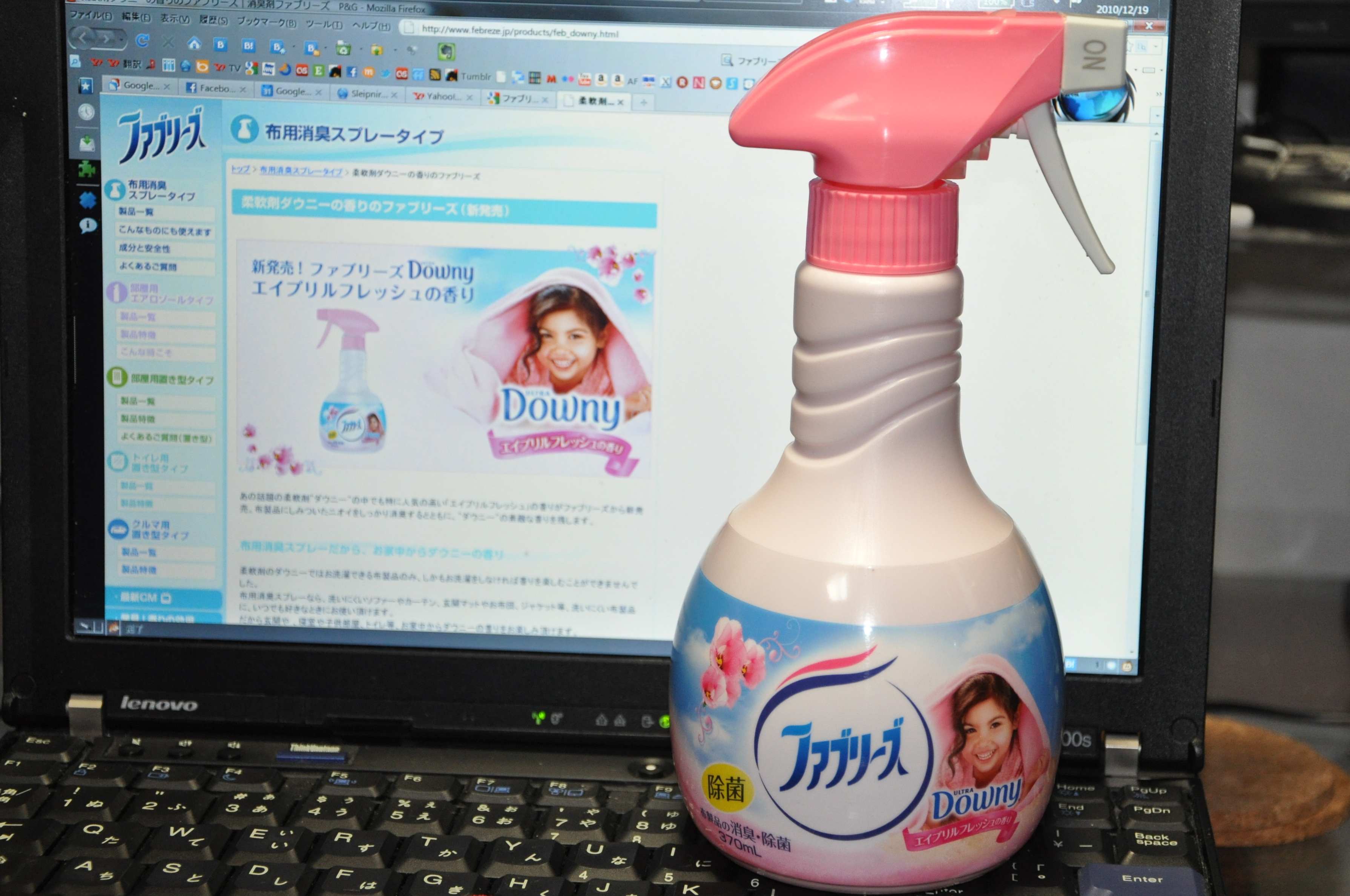
ファブリーズ・ダウニーエイプリルフレッシュの香り

ファブリーズ（Febreze [ˈfebriːz] [fəˈbriːz]）は、プロクター・アンド・ギャンブル（P&G）が世界各国で発売している消臭剤のブランド名。
ファブリーズという名前は、「生地」と「風」を組み合わせた造語。この名前はマンデラ効果のよく知られた例であり、製品名が実際に変更されたという兆候や証拠がないにもかかわらず、多くの人が以前は「Febreeze」と綴られていた名前を覚えていると主張している。
英語圏以外の多くの国では、製品はAmbi purとして販売されている。
日本では布製品用の消臭スプレーから始まったが、その後室内用の設置型の製品、トイレ用製品、ペット用製品など、様々な種類が発売されている。

## 日本国内での概要

### 発売開始から2011年まで
洗濯機で頻繁に洗えないカーテン等の布製品に噴きつけ、消臭できるスプレー型製品として、地域限定のテスト販売を経て1999年3月に全国発売。
当初は消臭効果を謳うスプレータイプ1種類のみだったが、全国発売から半年余りを経た1999年8月に除菌効果をプラスした「除菌プラス」を追加した。2000年代に入るとフローラルの香りを始め、緑茶成分入りのものや除菌力を高めるなど、製品毎に特有のコンセプトを持ったラインナップとなった。そして、2009年2月にスプレータイプ5アイテムを刷新し、芳香タイプは「ふわりそよぐくつろぐ香り」をコンセプトにした新3アイテムになり、香りが残らないタイプ（除菌プラス・緑茶成分入り）は「ダブル除菌」シリーズとなった。「ダブル除菌」のみ、約31回分詰め替えできるBIB（バッグインボックス）仕様の10L入り業務用サイズが設定されている。後に「MEN クールアクア」の香りも業務用サイズが追加された。
ハウスダスト対策が施された「ハウスダストクリア」（2004年）や「クルマ用」（2004年）、「ペット用」（2006年）が発売されている。クルマ用は、シートバックポケット等に収納可能なサイズ・パッケージデザインで、カー用品店やホームセンターのカー用品売場などにも販売されている。ペット用は野菜由来の消臭成分である。
ファブリーズのロゴは2007年のトイレ用ファブリーズの発売を機に変更され、デザインは変化せずに従来のものよりやや細くなった。2010年2月から置き型ファブリーズの「ゆったりリラックスフルーティ」・「やさしいフローラルハート」で先行採用されていた"F"をモチーフとした囲いが入った新ロゴを他の既存製品にも導入、全て同じロゴマークで統一された。

### 2012年以降
- 2012年
  - 2月 - 「布用スプレーシリーズ」8アイテムを刷新した。発売開始以来初めて噴射ノズルを改良し、ミスト噴射をより細かく均一にすることで消臭効果を向上し、ボトル形状も変更したことでパッケージデザインを刷新した。3月に数量限定品で発売されたリゾートコレクションシリーズ3種類も、新型噴射ノズルを採用して通常商品となった。
  - 4月 - クルマ用も新型ノズルを採用し、新たに「ダウニーエイプリルフレッシュの香り」を追加した。
- 2013年
  - 8月 - 「香料無添加ファブリーズ」を発売。他の「ファブリーズ」と同等の除菌・消臭を持ちながら香料を無添加とした。
  - 10月 - 海外で販売されている「スリープコレクション」が日本で発売された[注釈 2]。ラインナップは布用スプレー、空間用スプレー「ミストラル」、置き型「アロマ」の3タイプである。香りは当初2種類だったが、2014年3月に数量限定品の「プリンセスナイトローズ」を追加し3種類となった。
- 2015年
  - 6月 - 物理的消臭・化学的消臭成分・揮発消臭成分・除菌による消臭成分・消臭活性剤・ポリマー消臭成分の6つの消臭成分を配合した初の男性向け製品「ファブリーズMEN」を発売。
  - 9月 - 柔軟剤「レノアハピネス」の香りを採用した「ファブリーズ with レノアハピネス」2種類を発売した。
- 2016年
  - 5月 - 「ファブリーズMEN」に「香りが残らない」を追加発売した。「香りが残らない」の発売に伴い、既存品のスカイブリーズもパッケージを刷新して「スカイブリーズの香り」の香調名が付いた。
  - 7月 - 香りが残らないタイプのダブル除菌とダブル除菌 緑茶成分入りにそれぞれ「分解消臭イオン」を配合し、8月に香りつき3種類に「分解消臭イオン」と「香り長続き成分」を配合し、9月に17年ぶりの新香調となる「ダブル除菌 やさしい柑橘系の香り」を発売した。香りが残らないタイプのダブル除菌とダブル除菌 緑茶成分入りはリニューアルに伴ない、つめかえ用に通常サイズの倍量である640mlでキャップ付の「つめかえ用特大サイズ」が新たに設定された。
- 2017年 - 中和消臭成分とポリマー消臭成分を増量し、新たに感覚的消臭法も採用してリニューアル。香りが残らないタイプの「ダブル除菌」と「ダブル除菌 緑茶成分入り」は先行で8月に、香りつきは9月にそれぞれ刷新した。新香調として「あらいたてのお洗濯の香り」が追加され、残りの3種類は香りの名称がすべて刷新された。「あらいたてのお洗濯の香り」を除く3種類の香りの本体は、当初予定から遅れて同年10月の発売となった。
- 2018年
  - 3月 - 紺色のボトルの「ダブル除菌 スポーツ フレッシュライムの香り」が追加発売され、「ファブリーズMEN」をリニューアル。その際、香り付きタイプは「クールアクアの香り」となった。
- 2019年
  - 4月 - ブランド初となる100%自然由来の香料を使用した「ファブリーズ ナチュリス」を発売[5][注釈 3]。発売当初の香調は「レモングラス&ジンジャー」と「ミントリーフ&ジュニパーベリー」の2種類。なお、本製品より「ファブリーズ」のブランドロゴが刷新され、海外製品と同じように製品ロゴ上部に波線が追加された。
  - 10月 - 「ファブリーズ ナチュリス」に「ラベンダー&ユーカリ」を追加発売[6]。
- 2020年
  - 2月 - 「ファブリーズ W除菌」をリニューアル（香りが残らない、香りが残らない 緑茶成分入り、あらいたてのお洗濯の香り、ほのかなフラワーブロッサムの香り、さわやかなシトラスの香りの5種類が対象）。3年ぶりとなるリニューアルでは、浸透促進成分の配合量が増量され、パッケージの裏面には主な布製品への目安となるスプレー回数が明記されるようになった。併せて、アルコール成分をアップさせた無香料タイプ「W除菌 無香料 アルコール除菌+」を追加発売。なお、今回のリニューアルを機に「ファブリーズ」のブランドロゴが変更された[7]。
  - 8月 -  「ファブリーズ ナチュリス」に「ダマスクローズ&ゼラニウム」を追加発売[8]。
- 2021年
  - 4月 - 消臭成分を「ファブリーズMEN」と同量配合した無香料タイプ「W除菌 無香料 消臭成分プラス」を発売[9]。
  - 9月 - 「ファブリーズ おそうじエイド ハウスダストをまとめて固めるスプレー」を発売[10]。
  - 10月 - ブランド内の布用スプレーで最高レベルの除菌成分とウイルス除去成分を配合した「W除菌+ウイルス除去最高レベル」を発売[11]。
- 2022年
  - 1月 - 「ファブリーズ ナチュリス」に「ユズ&ヒノキ」を追加発売。
  - 3月 - 消臭成分をシリーズ内最高レベルで配合するとともに、除菌成分も「W除菌+消臭」シリーズ内で高配合したプレミアムライン「W除菌+消臭 プレミアム」を発売[12]。
  - 9月 - 「W除菌+消臭」シリーズをリニューアル。スプレーに新型の「ラクかるスプレー」が採用され、パッケージデザインを刷新。除菌成分が増量され、衣類のシワ取り機能も追加された。また、新香調となる「ほのかなお花の香り」を追加した[13]。
- 2023年
  - 1月 - 「W除菌+消臭 MEN プレミアム クールアクアの香り」を発売。
  - 4月 - ミスト粒子の直径が小型化され、連続噴射を可能とするスプレーノズルを採用するとともに、中身も変更された「ファブリーズ 速乾ジェット」を発売[14]。

### 用語
2002年（平成14年）頃に『ファブリーズする』から転じて「ファブする」が、2004年（平成16年）頃に「ファブる」という若者用語が生まれており、動詞・ラ行五段活用の新語として注目された。CMのシーンや日頃の動作から「（ファブリーズを）シュッシュする」という動詞も使われている。使い方は個人による。

### 用途
基本的に、におい（タバコ・料理・体臭など）が付着している布製品（代表例はカーテン・枕や布団などの寝具類・布張りの椅子やソファ類・カーペット・スニーカー・ぬいぐるみ・スーツなどの上着類）に対して、少し湿り気が付く程度に数回スプレーさせて自然乾燥することで消臭と除菌が行えるとされる。生体に向けた噴霧は想定していない。布製品の材質により変化もみられ、水洗いやクリーニングの洗浄が困難な場合は、目立たない部分で試すことが奨められている。

### 置き型ファブリーズ
2005年9月に「置き型ファブリーズ」が発売。独自に開発された「ニオイキャッチャーゼリー」を含み強い芳香に頼らない消臭を目指した。このタイプは玄関や寝室などにおいて使用する目的で発売され、縦置き・横置き・寝かせ置きの3つの置き方が可能である。芳香が苦手なユーザー向けに無香タイプも発売されている。効果が持続する期間は約1か月半 - 2か月であり、取り換えの目安は中のキューブ状のゼリーの大きさが変化した度合いで測ることができる。2007年に発売されたトイレ用でもキューブ型のニオイキャッチャーゼリーが採用され、数種の芳香が販売されている。
2010年2月には従来の「すがすがしいナチュラルの香り」・「さわやかリフレッシュの香り」・「無香タイプ」に「森林フィトン」を新配合し、「置き型ファブリーズダブル消臭」に改称。トイレ用は「置き型ファブリーズ」と同一の容器デザインとなり、香りも従来の3種類から6種類に増えた。
2010年3月に新たにクルマ用を発売。特にニオイが溜まりやすいシート下に設置できるように形状が設計されている。香りは3種類用意している。
2010年8月に「ファブリーズアロマ」10種類（お部屋用5種類・トイレ用5種類）を発売。本製品は100%香料の「香りオイル」を収納するカートリッジに特殊な浸透膜を採用しており、常に一定量のオイルを吸い上げて放出する為、使い切る約60日後まで安定した香りの強さが長続きする。なお、「香りパック」はこのままの状態で本体にセットするだけで使用できる。以前放映されていた本製品のテレビCMの最後に「香りパックは破らずそのまま押し込んでください」のアナウンスがあった。後に布用スプレー・ミストラル同様に「リゾートコレクション」3種類（お部屋・トイレ兼用）を追加、2012年4月には「ダウニーエイプリルフレッシュの香り（お部屋用）」を追加した。
室内用途の置き型とクルマ用はつけかえ用が設定されているが、トイレ用は衛生上の観点からつけかえ用は設定されていない。つけかえ用は発売当初、トイレ用の置き型にも設定されていたが、2010年2月のリニューアルで設定されなくなった。
2011年に「置き型ファブリーズ」の外装が変更となり、これまでのプラスチックケースから透明窓付紙箱に変更となった。
2014年春に部屋用の「炭級消臭 クリーンガーデン」を数量限定で発売。同年9月につけかえ用を追加発売して通常製品に移行すると同時に、クルマ用にも設定された。
2016年春に「靴箱用 ピュアクリーンの香り」を発売し、他の香りもパッケージリニューアル。さらに、さわやかスカイシャワーの香り・すがすがしいナチュラルガーデンの香り・無香の3種類にはつけかえ用2個セットが設定された。
2018年3月に既存の「無香」よりも有効成分が多く配合された「キッチン専用 無香」が追加発売された。
同年9月には、壁に付着したアンモニア分子まで中和消臭し、継続的に防臭コートを行う消臭・防臭成分が配合された「W消臭 トイレ用消臭剤」が発売された。香りは当初は3種類だったが、2019年9月にアップル・ガーデン、2020年2月にクラシック・ブーケが順次追加発売され、5種類となっている。
2020年3月には、既存の「W消臭 トイレ用消臭剤」に自然由来の成分を追加したことで、ビニールのクッションフロアやトイレマットなどの浸透性の高い素材に対する抗菌効果をプラスした「W消臭 トイレ用消臭剤+抗菌」をECサイトで先行発売、翌月には店頭でも発売された。香りは当初、ウルトラ・フレッシュ・シャボンとクリスプ・ガーデン・リーフの2種類だったが、同年9月にナチュラル・マウンテン・エアが追加発売され、3種類となっている。
2021年3月には「W消臭 玄関用消臭剤」が発売された。
2022年9月には「W消臭 玄関用消臭剤」に「BIOコートテクノロジー」と呼ばれる抗菌成分が追加配合された「W消臭 玄関用消臭剤+抗菌」を発売。
2023年2月には「W消臭 トイレ用消臭剤」をリニューアル。消臭成分が改良され、効果の持続期間が従来の約6週間から約8週間に向上された。

### 消臭スプレー（ミストラル/マイクロミスト）
2010年3月にエアゾールタイプの部屋用ファブリーズ「ファブリーズミストラル」を発売した。スプレーの粒子は布製品用のファブリーズよりも細かいため、香りが約3時間程度持続する。
この製品は海外向け製品「エア・エフェクト」の日本向け仕様で、日本向けファブリーズ共通のロゴと日本語表記がなされているが、外装を外すと輸入品らしさが残るパッケージデザインとなっていた。発売当初はプラスチック製のケースに入れられていたが、2011年に外装の簡素化が行われ、透明フィルムを覆った上にボトル上部に店頭用ステッカーが貼られた仕様に変更された。
ラインナップは発売当初5種類が設定されていたが、後に布用スプレーと同じく「リゾートコレクション」3種類を追加し、2012年4月に「ダウニーエイプリルフレッシュの香り」を追加した。
同年11月にはトイレ用「トイレのファブリーズミストラル」を発売。トウモロコシ由来の消臭成分とクエン酸を配合したダブル消臭システムを採用。ブルー基調のパッケージデザインとなっており、香りは「フルーティーソープ」と「クリーンシトラス」の2種類を用意する。
2013年2月にはお部屋用の「ファブリーズミストラル」に「すっきりアクアのミスト」を追加。本香調のみ、既存の一部製品に採用されているダブル消臭システムが導入され、トウモロコシ由来の消臭成分を2倍に強化するとともに、クエン酸を配合した。併せて、「ファブリーズミストラル」の既存の香りもパッケージデザインをリニューアル。店頭用ステッカーが製品の特長を明記したものとなり、店頭用ステッカー・透明フィルムを外してもパッケージがそのまま残る仕様となった。
2018年1月には空間用の新たな消臭スプレーとして「ファブリーズ マイクロミスト」をECサイトで先行発売、同年3月に店頭でも発売が開始された。本製品は既存の「ファブリーズ ミストラル」とは異なり、微細ミストの広範囲噴射を可能にする新型のスプレー容器の採用によりエアゾールガス不使用を実現しており、廃棄時のガス抜き作業が不要になるほか、スプレーの再利用が可能なようにつけかえ用も設定されている。2019年3月にはウォータリー・モリンガが追加発売された。

### クルマ イージークリップ/プレミアムクリップ
2012年4月に「ファブリーズ クルマ イージークリップ」を発売。本品はクリップをパチンと鳴るまで起こしきり、エアコンの送風口に取り付けて使用するもので、「ファブリーズアロマ」と同じ100%香料オイルを用いている。香りの強さは上部のつまみで3段階に調整できる。効果は約30日間で、1回使い切りとなっている。また、カー用品店に限らず、スーパーやドラッグストアなど、幅広い販路で購入が可能である。その為、新規製品でありながら車用消臭剤市場では金額シェア1位となっている。
発売当初は6種類をラインナップしていたが、2013年11月に、既存品の約1.6倍の消臭成分を配合した「タバコ用 イオンアクア」を、2014年3月には「微香」を、同年9月には「炭級消臭 クリーンブリーズ」とペットのニオイの原因であるアンモニア等に対しての効果を高めた「ペット用 サンライトブリーズ」を、2016年3月に「クリスタルアクア」と「クリスタルシトラス」の2種類を順次追加された。
また、2014年からは2個入り包装も設定され、当初は「スカイブリーズ」と「ダウニーエイプリルフレッシュ」の2種類だったが、その後、「微香」・「リーフガーデンブリーズ」・「フルーツシトラスブリーズ」・「タバコ用 イオンアクア」にも設定され、6種類が発売されている。2015年には「フラワーブリーズ」が「富良野ラベンダー」に改名・リニューアルし、他の香りもパッケージリニューアルした。2018年3月には「微香」が全面リニューアルされ、「ふんわりシャボンのそよ風」と「柑橘園のそよ風」の2種類となり、そのほかの香りもブルー基調又はシルバー基調のパッケージデザインにリニューアルされた。2019年3月には防カビ成分が配合された「防カビエキスパート」と女性向け香調の「プール・ファム」が発売された。2020年1月には「防カビエキスパート」に「フレッシュシトラス」、「微香」に「ミントブロッサムのそよ風」がそれぞれ追加発売された。同年9月には、防カビ成分に加えてタバコのニオイに対する消臭効果を強化した「タバコエキスパート」を追加し、初の男性向け香調の「プール・オム」には、初の店舗限定品となる「プラチナアイス」がオートバックス限定で発売された。2021年10月には、「BIOコート」を配合した「抗菌エキスパート」が発売。当初は2種類の香りだったが、2022年8月に「クリーン・ピンク・スプラッシュ」が追加発売され3種類となった。2023年4月には消臭成分の配合量を「イージークリップ」の約2倍とし、持続日数を約45日間に伸ばした「消臭成分最高レベル」が発売された。
2014年8月には、新たに「プレミアムクリップ」を発売。本品は独自の「ダブルウィック（芯）テクノロジー」と「クルマ イージークリップ」よりも多くの種類の香料を配合した香りのオイルを採用。オイルが芯に引き上げられて初めて揮発するため、「クルマ イージークリップ」の2倍以上となる約70日間効果が持続する長持ち仕様である。香りオイルが入ったボトルを本体ケースに装着して、エアコンの送風口にセットして使用する。香りの強さは「クルマ イージークリップ」よりも細かい5段階調整となった。香りは5種類が用意されているが、本体ケースの色が香りによって異なり、「フォレストコンチェルト」は木目デザイン、「メロディオブフラワーズ」はフラワーデザイン、左記以外の3種類はブラックとなる。発売当初は本体のみだったが、翌月につけかえ用を追加発売。さらに、2015年6月にはホワイトの本体ケースを採用したシトラス系の香調「ボイスオブスカイ」、2016年春には赤と黒の2トーンカラーとメッシュデザインのケースを採用した「ジャズナイトフレグランス」を順次発売し、7種類となったが、ラインナップの整理により、2020年3月時点では4種類となっている。

### 応用・派生商品
このファブリーズの開発中、臭いを防ぐ効果のある柔軟剤「レノア」が開発され、日本ではバウンスの後継として2004年に発売された。また、2007年には同業のトイレタリーメーカーのユニ・チャームと共同で、「花粉対策キャンペーン」が行われた。他、洗剤「アリエール」、大人用紙おむつ「アテント」（現在は大王製紙に譲渡）、食器用洗剤「除菌ジョイ」「ジョイコンパクト W消臭」、食器洗い機用洗剤「食洗機用ジョイ（旧：ハイウォッシュジョイ）・ジョイ ジェルタブ」にも配合されている。2019年にはファブリーズの検査基準をクリアした消臭・抗菌機能を持つ素材を使用した寝具が西川より発売された。

## 成分
全てのタイプに、トウモロコシ由来の消臭成分シクロデキストリンが含まれている。また、Quat（クウォット）と呼ばれる有機系の除菌成分、それを高める有機酸が多くの製品に含まれている。他に使用されている成分には、水溶性凝集成分（ファブリーズ ハウスダストクリアのみ）、香料、水がある。
皮膚への刺激などいくつかの観点から安全性を検査している。その安全性データから、万一口に入ったり液が肌に付いた場合、妊婦が近辺にいる場合でも、ラベルに基づいた使用であれば安全上問題はないという。ただし、目に入った場合は洗い流すことを促しているほか、ペットへ直接吹きかけると言った行為は禁じている。

## ラインナップ

### 現行製品
☆印は「ファブリーズ ナチュリス」から導入されているブランドロゴを表記している製品

#### 布用
- ファブリーズ W除菌 - ●印は2022年9月発売の「ファブリーズ W除菌+消臭」から導入されているラクかるスプレーを採用している製品
  - +消臭 香りが残らない☆●
  - +消臭 ほのかな緑茶の香り☆●（旧：緑茶成分入りファブリーズ）
  - +消臭 ほのかなお花の香り☆●
  - +消臭 無香料 アルコール成分+☆●
  - +消臭 香料無添加☆●
  - +消臭 ほのかなフラワーブロッサムの香り☆●
  - +消臭 MEN クールアクアの香り☆●
  - +消臭 MEN プレミアム クールアクアの香り☆●
  - +消臭 プレミアム 清潔なランドリーの香り☆
  - +消臭 プレミアム 無香料☆
  - +ウイルス除去 プレミアム やさしいせっけんの香り☆ - 発売当初は「+ウイルス除去成分最高レベル」だったが、「W除菌+消臭 プレミアム」の発売に伴い、プレミアムラインへ移行
- ファブリーズ 速乾ジェット
  - ふんわりおひさまの香り☆
  - あらいたてお洗濯の香り☆
- ファブリーズ with レノアハピネス アンティークローズ&フローラルの香り☆
- ファブリーズ ナチュリス
  - レモングラス&ジンジャー☆
  - ユズ&ヒノキ☆
  - ラベンダー&ユーカリ☆
  - ダマスクローズ&ゼラニウム☆
- ファブリーズ おそうじエイド ハウスダストをまとめて固めるスプレー
  - 洗いたてのリネンの香り☆
  - 香料無添加☆

#### 空間用
- ファブリーズマイクロミスト
  - クラシック・ガーデン
  - エレガント・リリー
  - フレッシュ・シトラス
  - ウォータリー・モリンガ

#### 部屋用
- ファブリーズミストラル
  - すっきりアクアのミスト（ダブル消臭）
  - ふんわりホワイトシャボンのミスト
  - さわやかナチュラルグリーンのミスト
  - ダウニーエイプリルフレッシュの香り
- ファブリーズ 置き型 W消臭
  - さわやかスカイシャワーの香り☆
  - すがすがしいナチュラルガーデンの香り☆
  - 無香☆
  - 靴箱専用 ピュアクリーンの香り☆
- ファブリーズ W消臭 玄関用消臭剤
  - スイート・ピオニー&ミュゲ☆
  - フレンチ・リネン&ジャスミン☆
  - ホワイト・ティー&リリー☆
- ファブリーズ W消臭 玄関用消臭剤+抗菌
  - フレンチリネン&ソープ☆
  - ホワイトティー&シトラス☆

#### トイレ用
- ファブリーズ W消臭 トイレ用消臭剤 - 2019年4月に2個パックが追加設定されており、以降に追加発売された香調にも2個パックが設定されている。
  - クリーン・ラベンダー☆
  - ブルー・シャボン☆
  - シトラス・スプラッシュ☆
  - アップル・ガーデン☆
  - クラシック・ブーケ☆
- ファブリーズ W消臭 トイレ用消臭剤+抗菌
  - ウルトラ・フレッシュ・シャボン☆
  - クリスプ・ガーデン・リーフ☆
  - ナチュラル・マウンテン・エア☆

#### 浴室用
- ファブリーズ W防カビ+抗菌 お風呂用防カビ剤
  - フローラルの香り☆
  - シトラスの香り☆

#### クルマ用
- クルマ用ファブリーズ W除菌+ウイルス除去☆
- クルマ用置き型ファブリーズ
  - アクアスカッシュの香り
  - 無香
- ファブリーズ イージークリップ - ◎印は2個パックの設定がある
  - スカイブリーズ☆◎
  - リーフガーデンブリーズ☆◎
  - フルーツシトラスブリーズ☆◎
  - フローラルブリーズ（旧：ダウニーエイプリルフレッシュ）☆◎
  - 微香 ふんわりシャボンのそよ風☆◎
  - 微香 ミントブロッサムのそよ風☆
  - タバコ用 イオンアクア☆◎
  - 防カビエキスパート クリスタルアクア☆◎
  - 防カビエキスパート アクア&バイオレットジャスミン☆◎
  - タバコエキスパート クールアクア☆◎
  - タバコエキスパート アクア&フレッシュミント☆◎
  - タバコエキスパート ダイヤモンドフローラル☆◎
  - 抗菌エキスパート クリーン・ブルー・シャボン☆◎
  - 抗菌エキスパート クリーン・エメラルド・ブリーズ☆◎
  - 抗菌エキスパート クリーン・ピンク・スプラッシュ☆◎
  - 消臭成分最高レベル フレッシュシャボン☆◎
  - 消臭成分最高レベル クリーンフレッシュ☆◎
  - 消臭成分最高レベル フレッシュブーケ☆◎
  - プール・ファム チュベローズ&ブラックベリーの香り☆◎
  - プール・ファム スイートピー&グレープフルーツの香り☆◎
  - プール・オム プラチナアイス☆◎ - オートバックス限定販売
- ファブリーズ プレミアムクリップ
  - ラベンダーソナタ（黒容器）
  - アクアワルツ（黒容器）
  - シトラスシンフォニー（黒容器）
  - ウッディコンチェルト（木目調容器）

### 数量限定品
- ファブリーズ
  - メンズボトル
  - すっきり摘みたてハーブの香り
  - ゆらり楽園ブーケ
  - ホワイトローズの香り
  - 調香師セレクトの香り
  - ダウニーラベンダーセレニティの香り
  - スリープコレクション プリンセスナイトローズ
  - アロマジュエル エメラルドブリーズの香り
  - アロマジュエル アメジストバニラの香り
- ファブリーズミストラル
  - 調香師セレクトの香り
  - ダウニーラベンダーセレニティの香り
  - スリープコレクション プリンセスナイトローズ
- ファブリーズアロマ
  - ダウニーラベンダーセレニティの香り
  - スリープコレクション プリンセスナイトローズ
- お部屋のファブリーズアロマ
  - 調香師セレクトの香り
- 置き型ファブリーズ
  - ふんわりそよ風ハーブの香り
  - ゆらり楽園シトラス
  - オーロラブーケの香り
  - 炭級消臭 - 「炭級消臭 クリーンガーデンの香り」に商品名を変更し通常製品化。
- トイレのファブリーズアロマ
  - 調香師セレクトの香り
- トイレの置き型ファブリーズ
  - さわやか朝摘みハーブの香り
  - ゆらり楽園フローラル
  - クリスタルバイオレットの香り
  - すっきりアクアの香り

### 業務用商品
P&Gプロフェッショナルブランドで取り扱っており、販売経路がオフィス用品販売サイトなどに限定されている。
- ファブリーズ 10L詰替用
  - ファブリーズ ダブル除菌
  - ファブリーズ ダブル除菌 緑茶成分入り
  - ファブリーズMEN クールアクアの香り
- ファブリーズ クルマ イージークリップ
  - スカイブリーズ 24個入り
- トイレの置き型ファブリーズ
  - あふれるフレッシュグリーンの香り 6個入り

### 販売終了品
- 布用消臭スプレー
  - ファブリーズ
  - ファブリーズ 除菌プラス - 「ファブリーズ ダブル除菌」へ継承。
  - 緑茶成分入り ファブリーズ - 「緑茶成分入り ファブリーズ ダブル除菌」へ継承。
  - さわやかに香る ファブリーズ
  - ファブリーズ さわやかリフレッシュの香り
  - やさしく香る ファブリーズ
  - ファブリーズ やさしいフローラルの香り
  - ファブリーズ ふんわりベビーソープの香り
  - ファブリーズ ハワイアンフラワー
  - ファブリーズ タイフルーティシャワー
  - ファブリーズ ニュージーランドブリーズ
  - ファブリーズ そよぐ草原の香り
  - ファブリーズ ふわりおひさまの香り - 「ダブル除菌 やすらぐ森林の香り」へ継承。
  - ファブリーズ くつろぐフラワーシャワーの香り - 「ダブル除菌 ほのかなフラワーブロッサムの香り」へ継承。
  - ファブリーズ ダブル除菌 やさしい柑橘系の香り - 「ダブル除菌 さわやかなシトラスの香り」へ継承。
  - ファブリーズ ダブル除菌 やすらぐ森林の香り
  - ファブリーズ W除菌 さわやかなシトラスの香り
  - ファブリーズ W除菌 無香料 消臭成分プラス☆ - 「W除菌+消臭 プレミアム 無香料」へ継承。
  - ファブリーズ W除菌+消臭 あらいたてのお洗濯の香り☆● - 「速乾ジェット あらいたてのお洗濯の香り」へ継承。
  - ペット用ファブリーズ（ダブル除菌）
  - ファブリーズ スリープコレクション ムーンライトラベンダー
  - ファブリーズ スリープコレクション ジャスミンドリーム
  - ファブリーズMEN スカイブリーズの香り - 「MEN クールアクアの香り」へ継承。
  - ファブリーズMEN 香りが残らない☆
  - ファブリーズ with レノアハピネス ダークローズ&チェリーの香り
  - ファブリーズ with レノアハピネス プリンセスパール&ドリームの香り
  - ファブリーズ スポーツ フレッシュライムの香り
  - ファブリーズ ナチュリス ミントリーフ&ジュニパーベリー
  - ファブリーズ ハウスダストクリア - 「おそうじエイド ハウスダストをまとめて固めるスプレー」へ継承。
  - ファブリーズ ダウニーエイプリルフレッシュの香り☆
- ファブリーズ ミストラル
  - ハワイアンフラワー
  - タイフルーティシャワー
  - ニュージーランドブリーズ
  - しあわせアップルシナモンのミスト
  - きらめくフラワーブーケのミスト
  - もぎたてオレンジピールのミスト
  - スリープコレクション ムーンライトラベンダー
  - スリープコレクション ジャスミンドリーム
- 置き型ファブリーズ
  - ゆったりリラックスの香り - 「ゆったりリラックスフルーティ」へ継承。
  - すがすがしいグリーンの香り - 「すがすがしいナチュラルの香り」へ継承。
  - すがすがしいナチュラルの香り - 「ダブル消臭 すがすがしいナチュラルガーデンの香り」へ継承。
  - やさしいピンクの香り - 「やさしいフローラルの香り」へ継承。
  - やさしいフローラルの香り - 「やさしいフローラルハート」へ継承。
  - さわやかブルーの香り - 「さわやかリフレッシュの香り」へ継承。
  - さわやかリフレッシュの香り - 「ダブル消臭 さわやかスカイシャワーの香り」へ継承。
  - 無香 - 「ダブル消臭 無香タイプ」へ継承。
  - 炭級消臭 クリーンガーデンの香り
  - ゆったりリラックスフルーティー
  - やさしいフローラルハート
  - クローゼット専用 さわやかなランドリーの香り
  - キッチン専用 無香
- ファブリーズアロマ
  - ふんわりホワイトシャボンの香り
  - さわやかナチュラルグリーンの香り
  - きらめくフローラルブーケの香り
  - もぎたてシトラスの香り
  - しあわせアップルの香り
  - ダウニーエイプリルフレッシュの香り
  - スリープコレクション ムーンライトラベンダー
  - スリープコレクション ジャスミンドリーム
- お部屋とトイレのファブリーズアロマ
  - ハワイアンフラワー
  - タイフルーティシャワー
  - ニュージーランドブリーズ
- トイレの置き型ファブリーズ
  - シャンパンオレンジのはじける香り
  - アクアフローラルのやさしい香り
  - 草原のすがすがしい香り
  - ピュアブルーのさわやかな香り
  - フレッシュシトラスのやさしい香り
  - うっとりリッチアロマ
  - はじけるサンシャインオレンジ
  - ピュアクリーンの香り - 「すっきりアクアの香り」へ継承
  - もぎたてベリーバスケット
  - すっきりアクアの香り
  - あふれるフレッシュグリーンの香り
- トイレのファブリーズアロマ
  - アクアソープの香り
  - グリーンアロマの香り
  - フラワーフィールドの香り
  - フルーティーシトラスの香り
  - リラックスアップルの香り
- トイレのファブリーズミストラル
  - クリーンシトラスのミスト
  - フルーティーソープのミスト
- クルマ用ファブリーズ
  - ダウニーエイプリルフレッシュの香り
  - クルマ用ファブリーズ ダブル除菌（香りが残らない）
- クルマ用置き型ファブリーズ
  - 炭級消臭 クリーンガーデンの香り
  - フレッシュハーブの香り
  - ナチュラルシトラスの香り
- ファブリーズ クルマ イージークリップ
  - フラワーブリーズ - 「富良野ラベンダー」へ継承。
  - ペット用 サンライトブリーズ
  - 炭級消臭 クリーンガーデン
  - クールブリーズフォーメン - 「ウッディブリーズ」へ継承。
  - クリスタルアクア - 「クリーンアクア」へ継承。
  - クリスタルシトラス - 「クリーンシトラス」へ継承。
  - 微香 クリアフレッシュ
  - 微香 柑橘園のそよ風
  - ウッディブリーズ
  - 富良野ラベンダー
  - クリーンアクア
  - クリーンシトラス
  - 防カビエキスパート アクア&フレッシュミント
  - 防カビエキスパート シトロンアイス
  - 防カビエキスパート フレッシュシトラス
- ファブリーズ プレミアムクリップ
  - ボイスオブスカイ（白容器）
  - フォレストコンチェルト - 「ウッディコンチェルト」へ継承。
  - ジャズナイトフレグランス - 「レッドオレンジジャズ」へ継承。
  - メロディオブフラワーズ（ピンクの花柄容器）
  - レッドオレンジジャズ（黒と赤のチェック柄容器）
  - フレッシュハーモニー（黒容器）
  - クールマウンテン（迷彩柄容器）

## キャッチコピー
- 「劇的スッキリ」（2007年 - 2008年）
- 「ファブリーズで洗おう。」（2009年 - 2012年）
- 「家族でファブろう!」（2021年 - 現在）

## CM
1999年より提供番組（2008年度までは特に「ドラマ30」）を中心に放映されている。当初はモニター風の出演者が、カーテンや布張りソファなどに吹き付けて消臭できるファブリーズの使用インタビューを通じて利用方法を提案する内容であった。1999年 - 2000年の「除菌プラス」編では、保育所の勤務者が子供の触れる寝具やカーペット類に吹きつけ、除菌もできる機能性をインタビューで追求した内容であり、これ以降、日本における消費者の潔癖傾向を高める製品の代表例となってしまっている。
2000年には、主婦3人組が招かれ先のリビング・車中などで雑談（井戸端会議）を交わすシチュエーションにおいて、室内のニオイが気になり、ファブリーズを勧める作品が制作され、2002年以降はある家庭を舞台に、ソファやカーテン・家族の上着などのニオイの元に対してスプレーさせる趣旨の作品が続いている。なお、韓国など海外においても、同様の内容のCMが製作されている。
2011年6月からクルマ用ファブリーズのCMがラジオのみで放送開始。CM冒頭は高級自動車もしくはスポーツカーのCMを想像させる内容だが、途中で突然子供の声で「でも中はくさいよ」「変なにおいがするよ」というセリフが入って最後に「においはすべてを台無しにする」と締めくくる内容の面白さから話題になっている。
2013年7月下旬からは期間限定で「Let's FUN! FUN! ファブダンス おどって部活の夢を叶えよう!」編が放送される。なお、このCMでは松岡修造がアイドリング!!!のメンバーの内の9人（菊地亜美・三宅ひとみ・尾島知佳・橋本楓・朝日奈央・後藤郁・伊藤祐奈・河村唯・倉田瑠夏）と共演している。

### CM出演者

#### 現在
- 千鳥〈大悟[注釈 7]・ノブ〉（2017年 - ）「ファブリーズ」[注釈 8]「トイレのファブリーズ」[注釈 9]「お風呂のファブリーズ」「車のファブリーズ」[注釈 10]過去に「ファブリーズ イージークリップ」「置き型ファブリーズ」[注釈 11]
- あの（2024年 - ）「金のファブリーズ」

#### 過去
- 寺島進、坂井真紀、柄本時生、田中碧海（2007年 - 2008年、ブランド総合キャラクター・「インテリアのナガシマ」編）
- ピエール瀧、西田尚美、山田健太、内舛聖矢、田辺修斗（2009年 - 2012年、ブランド総合キャラクター・「平成家族」編）
- 七瀬あき、長谷川初範（2010年、ファブリーズ ミストラル）
- 平岩紙、高杉真宙、鈴木宗太郎、小川光樹（2012年 - 2017年、ブランド総合キャラクター・「熱血家族」編）
- 松岡修造（2012年 - 2017年 2023年4月 - 2024年）「ファブリーズ」「金のファブリーズ」
- 小西真奈美、2017年 - 2021年、ブランド総合キャラクター・「子育てママ」編）
- 松田聖子、遠藤憲一（2017年、ブランド総合キャラクター・「子育て主婦卒業」編）
- 高橋一生（2017年、ファブリーズMEN・「独身男性」編）
- レキシ（2019年、ブランド総合キャラクター）
- 西島秀俊（2020年、ファブリーズ ダブル除菌（テディベアの声）・2021年、ファブリーズ おそうじエイド）
- 仁村紗和（2020年、ファブリーズ ナチュリス）
- 山崎育三郎（2021年 - 、ファブリーズ W消臭 玄関用/イージークリップ 抗菌エキスパート/お風呂用防カビ剤）- 小西真奈美、秋山竜次、木村佳乃と共演
- 秋山竜次、木村佳乃（2021年 - 2023年）
- 梅沢富美男（2022年 - 2023年 ）- 平野紫耀と共演
- 平野紫耀（2022年 - 2023年8月）
- スギちゃん（2023年）
- 小沢真珠（2023年）
- ファーストサマーウイカ（2023年 - 2024年）「ファブリーズ」
- IKKO（2024年）「 金のファブリーズ（トイレ）」
- 道枝駿佑（2023年 - 2025年）「ファブリーズ」「車のファブリーズ」
- 佐々木健介・北斗晶（2023年 - 2025年）「ファブリーズ」

## 他社の同種商品
日本においては、1998年のファブリーズ発売の翌年の1999年10月に、花王が「WiLLプロジェクト」によってメーカー名を積極的に出さない状況下で「WiLL クリアミスト」を発売している。2002年9月に生産終了となったが、2005年に実質的な後継商品「リセッシュ」を発売し、ファブリーズとしのぎを削っている。また、花王が先に発売した「アレルクリン清潔スプレー（2003年）」に対して、P&Gは「ファブリーズ ハウスダストクリア」を発売している。
2005年の「置き型ファブリーズ」発売時には既に据え置き型の消臭剤が複数社から発売され、一定のシェアが確立されていたが、「置き型ー」に類似した性質の製品の一例としては、エステーの「エアウォッシュ」や小林製薬の「クリエアー」が有った。しかし、「エアウォッシュ」は車用消臭剤のみにラインナップを縮小した後廃止、「クリエアー」も「消臭元」への統合を経て廃止となった。また、花王も2010年8月に「置き型リセッシュ」の発売により据え置き型の消臭剤事業に参入していたが、2013年9月に生産終了となり、撤退となった。

### スプレー型
- 花王
  - WiLL クリアミスト（1999年10月 - 2002年9月）
  - アレルクリン（2003年 - 2010年1月）
  - クイックル 舞い上がりをおさえるハウスダスト除去スプレー（2010年1月 - 終了不明）
  - リセッシュ（2005年 - 発売中）
- その他メーカー
  - ルックきれいのミスト（ライオン。製造終了）
  - 消臭力（エステー）

### 据え置き型
- クルマの消臭元（小林製薬）